# Тоні Меркенс
Тоні Меркенс (нім. Toni Merkens, 21 червня 1912 — 20 червня 1944) — німецький велогонщик.
Олімпійський чемпіон 1936 року в спринті.